# Пуровское
Пуровское — упразднённое муниципальное образование со статусом сельского поселения в Пуровском районе Ямало-Ненецкого автономного округа России.
Административный центр — посёлок Пуровск.
В 2020 году поселение было упразднено в связи с преобразованием муниципального района в муниципальный округ.

## История
Статус и границы сельского поселения установлены Законом Ямало-Ненецкого автономного округа от 20 декабря 2004 года № 113-ЗАО «О наделении статусом, определении административного центра и установлении границ муниципальных образований Пуровского района».

## Население
| 2010  | 2011  | 2012  | 2013  | 2014  | 2015  | 2016  |
| ----- | ----- | ----- | ----- | ----- | ----- | ----- |
| 2748  | ↘2739 | ↗2790 | ↘2733 | ↘2732 | ↘2680 | ↗2717 |
| 2017  | 2018  | 2019  |       |       |       |       |
| ↘2701 | ↗2720 | ↘2702 |       |       |       |       |

## Населённые пункты
В состав сельского поселения входили 2 населённых пункта:
| № | Населённый пункт | Тип населённого пункта          | Население |
| - | ---------------- | ------------------------------- | --------- |
| 1 | Пуровск          | посёлок, административный центр | ↘1665     |
| 2 | Сывдарма         | село                            | ↗391      |